# Robin Talley
Robin Talley est une auteure américaine de littérature jeunes adultes.

## Biographie
Talley a travaillé en tant que spécialiste en communication pour des organisations à but non lucratif avec un focus sur l'équité en matière d'éducation, les droits des homosexuels et les droits des femmes. Ses romans représentent des personnages racialement divers et LGBTQ +.

## Prix
Talley a remporté le tout premier Amnesty CILIP Honor pour son premier roman, Lies We Tell Ourselves, en 2014. Ce roman a été présélectionné pour la médaille CILIP Carnegie et le Prix Lambda Literary.
Son deuxième roman, What We Left Behind, est cité sur la Liste arc-en-ciel de l'American Library Association.
Son troisième roman, As I Descended, a fait partie de la sélection du prix Kirkus 2016.

### Romans
- Lies We Tell Ourselves (Harlequin Teen, 2014)
- What We Left Behind (Harlequin Teen, 2015)
- As I Descended (HarperTeen, 2016)
- Our Own Private Universe (Harlequin Teen, 2017)
- Pulp (2018)
- The Love Curse of Melody McIntyre (HarperTeen, 2020)

### Nouvelles
- The Whole World is Watching dans A Tyranny of Petticoats: 15 Stories of Belles, Bank Robbers and Other Badass Girls, édité par Jessica Spotswood (Candlewick Press, 2016)
- The Legend of Stone Mary dans Toil & Trouble: 15 Tales of Women & Witchcraft, édité par Jessica Spotswood et Tess Sharpe (Harlequin Teen, 2018)